# Haplopediasia aurantilineellus
Haplopediasia aurantilineellus är en fjärilsart som beskrevs av George Francis Hampson 1896. Haplopediasia aurantilineellus ingår i släktet Haplopediasia och familjen Crambidae. Inga underarter finns listade i Catalogue of Life.